# Hermenegildo González
Hermenegildo González, död 950, var regerande greve av Portugal mellan 920 och 950. 